# Cryptocarya lucida
Cryptocarya lucida är en lagerväxtart som beskrevs av Carl Ludwig von Blume. Cryptocarya lucida ingår i släktet Cryptocarya och familjen lagerväxter. Inga underarter finns listade i Catalogue of Life.